# Joaquim Ayats
Joaquim Ayats i Bartrina, né le 10 mai 1980, est un homme politique espagnol membre de la Gauche républicaine de Catalogne (ERC).

## Biographie

### Vie privée
Il est marié et père d'une fille et un fils.

### Profession
Il est employé dans une entité bancaire.

### Activités politiques
Il est conseiller municipal de Gérone de 2007 à 2011.
Le 20 décembre 2015, il est élu sénateur pour Gérone au Sénat et réélu en 2016.